# Ogcodes reginae
Ogcodes reginae är en tvåvingeart som först beskrevs av Trojan 1956.  Ogcodes reginae ingår i släktet Ogcodes och familjen kulflugor. Inga underarter finns listade i Catalogue of Life.